# Attaque de la gare de Tchaplyne
L'attaque de la gare de Tchaplyne est survenue le 24 août 2022, le jour de l'indépendance de l'Ukraine, lorsqu'une gare de Tchaplyne a été attaquée, faisant au moins 25 morts et une cinquantaine de blessés,.

## Attaque
Le 24 août 2022, les troupes russes bombardent la gare de Tchaplyne, dans l'oblast de Dnipropetrovsk. Cette attaque se produit le jour de célébration de l'Indépendance de l'Ukraine, exactement 6 mois après le début de l’invasion russe du pays. 
Initialement, 15 personnes sont déclarées mortes lors de la frappe et une cinquantaine d'autres blessées. Par la suite, le nombre de personnes tuées passent à 22, donc 5 brûlées vives dans leurs voitures. 
L'une des roquettes touche une maison et couvre de débris une femme et ses deux fils âgés de 13 et 11 ans. Les résidents locaux parviennent à sortir vivants la femme et le garçon de 13 ans des décombres, mais le second enfant est retrouvé mort par les sauveteurs.

## Réactions
Lors de son discours à l'ONU, le président ukrainien Volodymyr Zelensky déclare : « Quatre voitures particulières sont en feu. En ce moment, au moins 15 personnes ont été tuées et environ 50 blessées. Les sauveteurs travaillent. Mais, malheureusement, le nombre de morts peut augmenter. C'est ainsi que la Russie s'est préparée à cette réunion du Conseil de sécurité de l'ONU ». La Russie déclare le 25 août avoir tué 200 soldats ukrainiens voyageant en train, ce que l'Ukraine dément déclarant la mort de 25 civils,.